# 仏像図彙

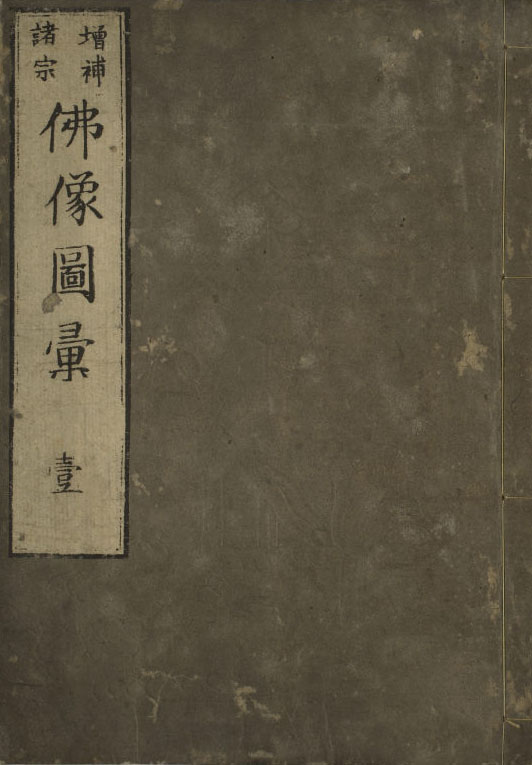
仏像図彙

『仏像図彙』（ぶつぞうずい）は、江戸時代に土佐秀信によって描かれた仏画集。元禄3年（1690年）の刊行で、全5巻ある。
如来、菩薩から鬼神、暦神、習合神に至るまで、諸仏の図像を載録し、さらに仏具祭器を描いて、画師の参考書としたもの。内容には誤りもあり、種々の批判を受けつつも、寛政4年（1792年）には増補改訂され「増補諸宗　仏像図彙」として再版された。署名は大阪の人で土佐将曹紀秀信とあり、初版の跋文には指月軒義山とある。